# Metrodorea flavida
Metrodorea flavida là một loài thực vật có hoa trong họ Cửu lý hương. Loài này được K. Krause mô tả khoa học đầu tiên năm 1914.